# Microminua soerenseni
Microminua soerenseni is een hooiwagen uit de familie Minuidae.